# 拉佐區 (濱海邊疆區)

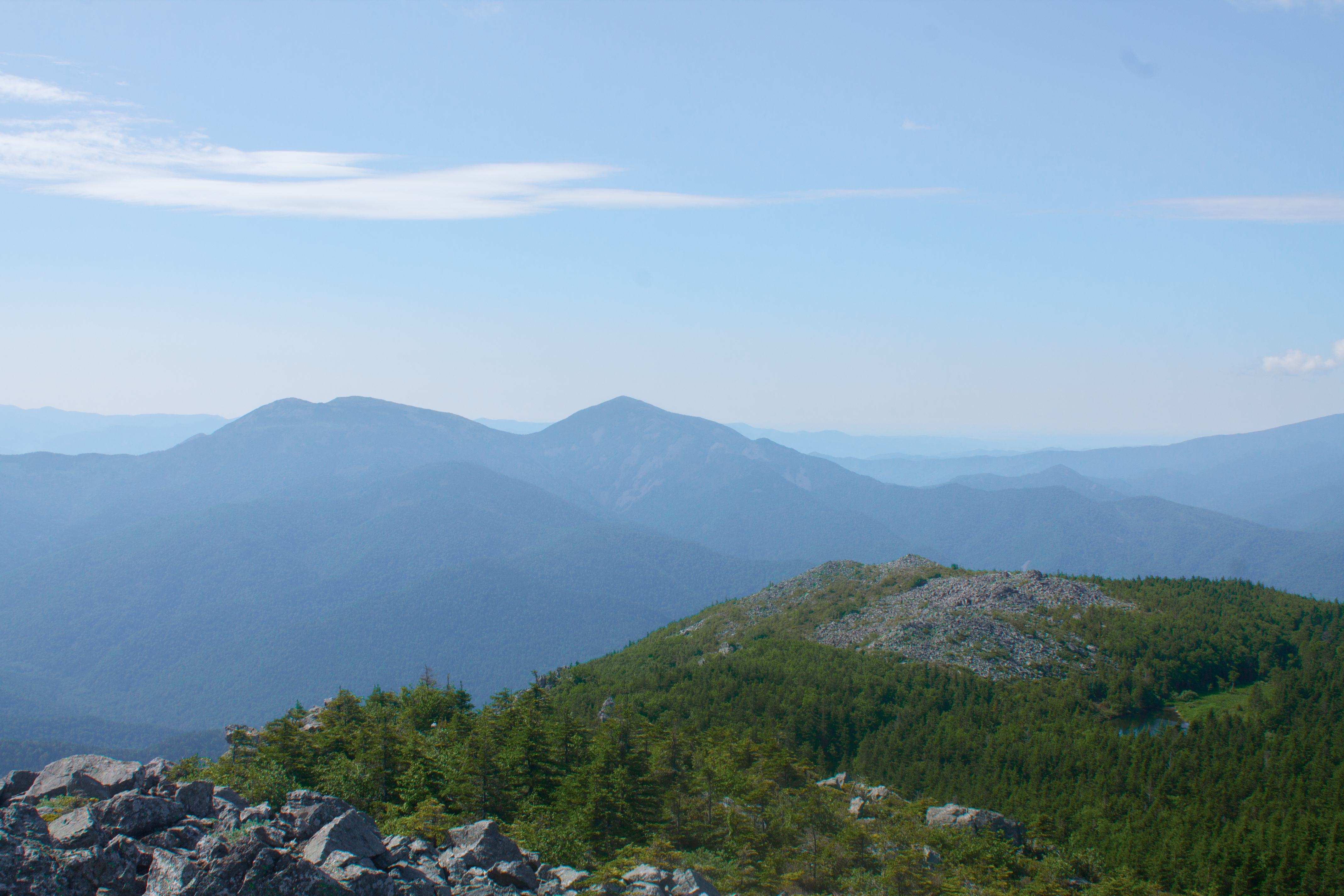

43°22′49″N 133°53′52″E / 43.38028°N 133.89778°E
拉佐區（俄语：Лазовский район），是俄羅斯的一個區，位於該國東南部，由濱海邊疆區負責管轄，始建於1941年3月4日，面積4,691.5平方公里，2010年人口14,235，人口密度每平方公里3.03人。